# Внешняя политика Восточного Тимора
Внешняя политика Восточного Тимора — общий курс Восточного Тимора в международных делах. Внешняя политика регулирует отношения Восточного Тимора с другими государствами. Реализацией этой политики занимается министерство иностранных дел Восточного Тимора.

## История
Министерство иностранных дел и сотрудничества является центральным государственным органом, отвечающим за разработку, реализацию, координацию и оценку политики, разработанной и утверждённой Советом министров, в областях международной дипломатии и сотрудничества, консульских функций, а также защиты интересов тиморцев, проживающих за границей.
Государственный министр и министерство иностранных дел должны планировать, предлагать и осуществлять внешнюю политику Восточного Тимора, гарантирующую единую линию и последовательность, подготавливать проекты законов и нормативных актов в рамках своей компетенции, вести переговоры и предлагать заключение международных договоров и соглашений в соответствии с приоритетами внешней политики страны, продвижение интересов Восточного Тимора за рубежом и обеспечение защиты тиморских граждан в других государствах, обеспечение представления интересов Восточного Тимора в других государствах и международных организациях, управление и координация деятельности посольств, дипломатических миссий, постоянных и временных представительств, а также консульских учреждений в соответствии с приоритетами внешней политики.
Государственный министр иностранных дел должен планировать и осуществлять подготовку присоединения Восточного Тимора к Ассоциации государств Юго-Восточной Азии (АСЕАН) и обеспечить представительство страны на соответствующих заседаниях и мероприятиях; предлагать и осуществлять политику международного сотрудничества в координации с министерством финансов и другими компетентными государственными учреждениями, координировать совместно с министерством финансов и другими компетентными департаментами правительства отношения Тимора-Лешти с партнерами по развитию; выполнять порученные функции, связанные с вопросами экономической деятельности и создания механизмов сотрудничества для координации с другими государственными органами, осуществляющими надзор за соответствующими областями деятельности.
27 сентября 2002 года Восточный Тимор вступил в Организацию Объединенных Наций. Является наблюдателем в Ассоциации государств Юго-Восточной Азии (АСЕАН) и был участником Регионального форума АСЕАН в июле 2005 года. Внешняя политика Восточного Тимора во многом зависит от приоритетных отношений с Индонезией, от соседних стран: Австралии, Малайзии и Сингапура, а также от дружественных стран-доноров: Соединённых Штатов Америки, Китая, Европейского союза, Японии и Португалии.
20 мая 2002 года ООН передала контроль первому демократически избранному правительству Восточного Тимора, а Временная администрация ООН в Восточном Тиморе уступила полномочия Миссии Организации Объединённых Наций по поддержке в Восточном Тиморе (МООНПВТ). МООНПВТ была учреждена в соответствии с резолюцией 1410 СБ ООН первоначально до мая 2002 года, но позднее была продлена до мая 2003 года, чтобы помочь восточнотиморскому правительству выполнять основные административные функции и обеспечить временную внутреннюю и внешнюю безопасность. В мае 2004 года СБ ООН согласился продлить мандат МООНПВТ на шестимесячный период с целью последующего продления мандата ещё на один последний шестимесячный период до мая 2005 года.
В мае 2005 года СБ ООН принял резолюцию 1599 об учреждении Отделения ООН в Восточном Тиморе (ОООНТЛ) с мандатом до 20 мая 2006 года. Однако после беспорядков весной 2006 года Совет Безопасности согласился продлить деятельность ОООНТЛ до 25 августа 2006 года. В этот день Резолюция 1704 СБ ООН учредила новую Объединённую миссию Организации Объединённых Наций в Восточном Тиморе. Мандат этой миссии включал в себя процесс национального примирения, а также восстановление и поддержание общественной безопасности.
В ноябре 2001 года Совет министров Восточного Тимора официально оформил свои намерения, разрешив министру иностранных дел Жозе Рамуш-Орта приступить к реализации планов подписания Договора о дружбе и сотрудничестве с АСЕАН и подать заявку на получение статуса наблюдателя сразу после получения независимости. В качестве временной меры в июле 2005 года АСЕАН пригласила Восточный Тимор стать членом регионального форума организации. В марте 2011 года Восточный Тимор официально подал заявку на вступление в АСЕАН, министр иностранных дел подписал заявление во время посещения Индонезии. В апреле 2013 года АСЕАН дала согласие Восточному Тимору на участие в качестве наблюдателя в будущих заседаниях группы.
Несмотря на то, что все государства АСЕАН имеют общую цель обеспечения региональной безопасности, отсутствует взаимное сотрудничество в вопросах военной обороны для коллективного понимания общей безопасности, что подчеркивает тенденцию определять оборонительные меры самостоятельными возможностями. Это может создать дилемму о безопасности для некоторых стран, что может привести к гонке вооружений. Постоянный рост расходов на оборону, связанный с целью модернизации вооружённых сил, побудил государства АСЕАН занять наступательную позицию.
Географическое положение Восточного Тимора является фактором, крайне важным для его ближайших соседей, в частности для Индонезии в связи с политической жизнью и ситуацией в области безопасности, процессом демократизации и экономическим развитием. Австралия может, с точки зрения безопасности, поместить Восточный Тимор в одну из своих зон безопасности, то есть в качестве буфера для своей непосредственной защиты. Во время Второй мировой войны Восточный Тимор был ареной ожесточённых боёв. В настоящее время стратегические амбиции Индонезии и Австралии остаются скрытыми и по-прежнему актуальны для развития Восточного Тимора.
В 1999 году Австралия возглавляла Международные силы Восточного Тимора (INTERFET), которые восстановили порядок в Восточном Тиморе, и в настоящее время возглавляет Международные силы стабилизации (ISF), развёрнутые по просьбе правительства Восточного Тимора после беспорядков в апреле / мае 2006 года. Австралия также является основным поставщиком помощи в целях развития страны. 20 мая 2002 года Австралия и Восточный Тимор подписали Договор по Тиморскому морю, в котором предусматриваются общие государственные доли за добычу нефти в Тиморском море. Договор вступил в силу в апреле 2003 года, предоставляя 90 % доли из Объединённой зоны разработки нефти Восточному Тимору и 10 % Австралии.